# شهرستان اردژونیکیدزفسکی (خاکاسیا)
شهرستان اردژونیکیدزفسکی (به لاتین: Ordzhonikidzevsky District) یک شهرستان در روسیه است که در خاکاسیا واقع شده‌است.